# العمران (الأحساء)
مدينة العمران مدينة كبيرة من أهم المدن في محافظة الأحساء، وذلك لأهميتها الجغرافية والاقتصادية وعلو مكانتها الاجتماعية والزراعية من بين مناطق ومدن محافظة الأحساء. تقع أقصى القرى الشرقية بالأحساء وعدد سكانها يتجاوز 70 ألف نسمة.
ولعل من أهم ما اشتهرت به مدينة العمران هي الزراعة والحرف اليدوية وقربها من مشروع حجز الرمال الذي أتسم بزحف الكثبان الرملية طيلة أكثر من 2500 سنة، وهذه المشكلة تعتبر العامل المؤثر على مدينة العمران، وقربها من بحيرة الأصفر. الخليج العربي يبعد حوالي 56 كلم2 شرق مدينة العمران. مدينة العمران تطورت في التعليم وصارت تزخر بالعديد من المدرسين بعد أن ماكانت في عام 1980 لايوجد فيها إلا خمسة معلمين أصحبت فيها حوالي 500 معلم وكذلك الأطباء بعد أن كانوا يعدون على الأصابع عام 2000 أصبح عددهم بالعشرات مختصصين في الجراحة والأطفال وخلافه وأكثر من 150 من ممرضين وصيدليين ومحضري مختبر وكذلك الأمر ينطبق على المهندسين وموظفين كبار في شركات كبرى على مستوى المملكة العربية السعودية. كثير من سكانها يعمل خارج الأحساء في مدينة الدمام والخبر بشكل كبير وكذلك الجبيل والرياض وحفر الباطن لكنهم متواجدين بشكل أقل في كل مناطق المملكة تقريبا المناطق الشمالية أو الجنوبية أو حتى في الغربية وقد استقروا هناك ويأتون في المناسبات في الأفراح أو العزاء لتقديم الواجب الاجتماعي.

## العمران
تضم مدينة العمران مجموعة من القرى القريبة من بعضها وقد التصقت بعضها في بعض في الاونة الأخيرة وأخذت اسمها نسبة إلى عمران الفضلي الذي قدم من ملهم وسكن بها وعرفت باسمه قرية آل عمران ثم العمران، وقد تطورت هذه البلدة، وأنشئت الدوائر الحكومية مثل البلدية ومستوصف ومدارس للبنات والبنين.ومشروع حجز الرمال يحد البلد من الجهة الشمالية الذي تحول فيما بعد إلى مسمى منتزه الاحساء الوطني وكانت العمران تحوي عدد من القرى المتبعثرة والتي تفصل بينها المزارع وقنوات مشروع الري والصرف وقد تقاربت قرى العمران من بعضها البعض نتيجة لازدياد السكان وتمسك الاهالي باراضيهم وتحويل المزارع إلى بيوت سكني.
ونذكر هنا من قرى العمران

## العمران الشمالية
وهي مركز العمران وعلى اسمها تسمت باقي بلدات العمران مساحتها 121.8 هكتاراً وذكرها كثير من المؤرخين تعتبر منطقة العمران منطقة من أهم المناطق في محافظة الأحساء، وذلك لأهميتها الجغرافية والاقتصادية وعلو مكانتها الاجتماعية والزراعية من بين مناطق ومدن محافظة الأحساء.
ولعل من أهم ما اشتهرت به منطقة العمران هي الزراعة والحرف اليدوية وقربها من مشروع حجز الرمال الذي أتسم بزحف الكثبان الرملية طيلة أكثر من 2500 سنة، وهذه المشكلة تعتبر العامل المؤثر على منطقة العمران وقد مرت على منطقة العمران عدة مراحل وأهما كمايلي:
وتبدأ هذه المرحلة في سنة 1700 م تقريبا (1120 هـ): وهو الوقت الذي لم تكن هذه المنطقة تعرف باسم العمران. وكانت حينها مقسمة إلى حدائق وبساتين تعاني من زحف الرمال عليها. هذه البساتين منها مايخص عائلة تعرف بـ (آل بويدي) تسكن مكان يحدد الآن بـ (واسط) وكانت في صراعها مع الرمال قد حددت بساتينها بحواجز تمنع من طغيان الرمال عليها. وعندهما جاءت عائلة عمران العلي إلى هذه المنطقة مهاجرة من نجد اشترت أراضي وحدائق وسكنت بها وعرف مكان سكنهم باسم زعيمهم (عمران) ثم تدرجيا أصبحت المنطقة بكاملها تعرف بهذا الاسم (العمران).
وهي الفترة التي درست فيها مشكلة زحف الرمال وقدّر تقدمها بمعدل 1- أمتار كل سنة وكان عام 1961 م، وخلال هذه المرحلة أيضاً عانت المنطقة من اجتياح الأمطار مدة سبع سنوات، وخلال هذه المرحلة أيضاً عانت المنطقة من ازدياد نسبة ملوحة التربة لأسباب عدة.
وهي مرحلة تنفيذ نظام حجز الرمال وكان الهدف منه حماية واحة الأحساء بكاملها من خلال زراعة أحزمة ثابتة من الأشجار الكثيفة وحفر قنوات للري. وكان مركز هذا المشروع ومقر إدارته في حدود منطقة العمران. وكان ذلك في عهد الراحل الملك فيصل بن عبد العزيز آل سعود
وهي المرحلة التي ربطت فيها هذه المنطقة ومثيلاتها المجاورة بنظام شبكة تصريف المياه والري والذي أدى بالتالي ‘لى تطور نظام الزراعة في المنطقة.
وادي شرق ((
و يعتبر كلا من حارة بو ثمان والعطافيه والضاحية من أهم المعالم في المنطقة كما تعد حاره التليل التي تقع في دوار التليل مهمه أيضا وبجانب مشروع حجز الرمال
كما تعتبر ستيشن أهم منطقة في العمران. حيث أنها تعد المركز الرئيسي في العمران الشمالية.

## العمران الجنوبية
وتبعد العمران الجنوبية عن قاعدة الإقليم الهفوف بحوالي 17 كيلو، وسكانها حوالي 600 نسمة، ونشاطهم الاقتصادي منوع، وبها خدمات تعليمية، وشبكات كهرباء وماء، وطبيعة أرضها منبسطة، وعدد بيوتها 74 بيتا، ومساحة القرية 155 هكتاراً.212 تمتاز بوجود الشوارع العامة من أطرافها ومن وسطها، يوجد بها بعض الأماكن المهمة مثل: البريد السعودي ومدرسة عقيل ابن أبي طالب الابتدائية سابقاً.

## الرميلة
تصغير رملة، قال ياقوت: (الرميلة: أيضاً: قرية لبني محارب بن عمر بن وديعة العبقسيين).
وأقول: لا تزال معروفة، وهي قرية تابعة لمنطقة الأحساء، وكانت تشرب من نهري: الخويس والأسود.وذكرها قبل ياقوت ابن الفقيه (ت 290 هـ) على أنها من قرى البحرين، وذكرها صاحب كتاب (الجزيرة العربية) باعتبارها من قرى الأحساء، ولا تزال معروفة. ويسكن بها نحو 908 أشخاص حسب إحصاء قديم.قدر لوريمر منازلها عام 1908 م بنحو 100 منزل، بينما قدرها فيدال بـ 197 منزلا. وفي مسح حكومي حديث علمت أنها تبعد عن مدينة الهفوف بحوالي 17 كيلا، وسكانها 10000 نسمة، ونشاطها الاقتصادي منوع، وبها مدارس ابتدائية ومدارس متوسطة ومدارس ثانوية، وخدمات الماء والكهرباء متوفرة، وعدد بيوتها 310 بيوت، والطريق المؤدي إليها مزفلت، وطبيعة أرضها منبسطة، ومساحة القرية حوالي 17.6 هكتارا.بالإضافة في عام 1431 هـ تم تأسيسس جمعية الرميلة الخيرية

## واسط
قرية تابعة لإمارة الأحساء، كما ورد في ((الدليل الرابع لسنة 1400 هـ))، وورد في «دليل الخليج» للوريمر مسمى واسط. ذكرها فيدال في بحثه عام 1952 م، وقدَّر منازلها بنحو 22 منزلاً.
وفي مسح حديث اتضح لي أنها تبعد عن الهفوف 17 كيلا، وعدد سكانها 282 نسمة، ويتركز نشاطهم في الزراعة، وبها شبكة كهرباء، والطريق المؤدي إليها مزفلت، وطبيعة أرضها منبسطة، وعدد منازلها 56 منزلاً، وتستفيد من مجمع العمران.
قرية تبعد عن الهفوف بحوالي 17 كيلا، عدد سكانها التقريبي 1000 نسمة، وأغلب نشاطهم في التجارة والزراعة. بها خدمات ماء وكهرباء، وبها 100 منزلاً، وهي تستفيد من مجمع بلدة العمران. قدر منازلها فيدال عام 1952 م بنحو 100 منزلاً. يقطنها نحو 1000نسمة، وبها مبنى مدرسة معبد بن العباس الابتدائية، ويعرف اغلب سكانها من عائلة الخلف (خوالد) المرزوق والخميس، وهي أول قرية سكنت في مدينة العمران، ومن القرى التي دفنت من زحف الرمال قبل ان تستقر في موقعها الحالي بعد إنشاء مشروع حجز الرمال «منتزه الاحساء الوطني»

## العليا
قرية تقع شرقي مدينة الهفوف، تبعد عنها نحو 17 كيلا، تابعة لبلدة العمران بمنطقة الأحساء، سكانهاأكثر من 450 نسمة، معظم اشتغالهم في الزراعة. بها مدرسة ابتدائية للبنين، وبها شبكة كهرباء حكومية والطريق المؤدي إليها مزفلت، وأرضها منبسطة، وعدد بيوتها 67 بيتا. وبعضهم ينطقها: ((العليا)).

## أبو ثور
موضع تابع لإمارة الأحساء حسب إحصاء عام 1380 هـ. وفي مسح حديث، علمت أنها من مجموعة قرى العمران، تبعد عن مدينة الهفوف 13 كيلا، سكانها حوالي 600 نسمة، والنشاط الاقتصادي فيها منوع، والخدمة التعليمية فيها متوفرة، وكذا شبكة المياه والكهرباء، بها 56 منزلاً، والطريق المؤدي إليها مزفلت، وطبيعة الأرض منبسطة.
ذكرها لوريمر عام 1908 م، وقدر منازلها بنحو 40 منزلاً، بينما قدرها فيدال عام 1952 م بـ 45 منزلاً.

## العرامية
قرية تابعة لبلدة العمران بمنطقة الأحساء، تبعد عن مدينة الهفوف بحوالي 17 كيلا، شرقا. عدد سكانها التقريبي 500 نسمة، وغالب نشاطهم الاقتصادي في الزراعة، بها مدارس ابتدائية للبنين والبنات، والطريق المؤدي إليها مُعبَّد، وأرضها منبسطة، وبها حوالي 45 منزلاً، وتغذيها شبكات مياه وكهرباء حكومية.
قدَّر منازلها الباحث الأثري فيدال عام 1952 م بنحو 22 منزلاً.

## فريق الرمل
قرية تابعة لبلدة العمران بمنطقة الأحساء. تبعد فريق الرمل عن قاعدة الإقليم الهفوف بحوالي 13 كيلا، عدد سكانها التقريبي 315 نسمة، نشاطهم الاقتصادي في الزراعة، بها شبكة كهرباء ومياه حكومية، الطريق المؤدي إليها مُعبَّد، وطبيعة أرضها منبسطة، عدد منازلها 36 منزلاً ن والخدمة التعليمية فيها متوفرة. قدر منازلها فيدال عام 1952 م بنحو 25 منزلاً.

## الأسلة
قرية تابعة لبلدة العمران بمنطقة الأحساء. وتقع شرق مدينة الهفوف، وتبعد عنها بحوالي 17 كيلا وتبعد عن جبل القارة 1.5 كيلو متر. عدد سكانها حوالي 230 نسمة، ونشاطهم الاقتصادي كان ينحصر في الزراعة إلى ان زادوا السكن وبدائو الخروج عنها لي صغر حجمها وقلة الأرضي بها. وبهاشبكة مياه وكهرباء حكومية وهاتف، والطريق المؤدي إليها مزفلت، وطبيعة أرضها منبسطة. وبها 24 منزلاً، والخدمة التعليمية فيها متوفرة وتقطن فيها عائلة الجمعة وعائلة ال براهيم وعائلة الياسين وعائلة الهاشم وعائلة المطوع وعائلة العاشور وعائلة البوعامر.وتتميز بترابط العائلي والبساطة
سبب تسميتها—ذكر، أن ((الأسلة)) كانت مزرعة وترجع لمالكها (الحاج حسين علي ال براهيم) وكان يزرع فيها عشبة تسمى الأسل وعلى ذالك النحو تمت تسميتها بالاسلة نسبة بالعشبة وشهرتها في المنطقة
```
وأستحدثت القرية في الخمسينات على يد الحاج حسين علي ال براهيم.
```

## الصبايخ
قرية تابعة لمدينة العمران وتقع شرق الهفوف وتبعد حوالي 17 كيلا، وبها جميع الخدمات التعليمية بها متوفرة وكذلك الخدمات الحكومية من كهرباء وسفلته ومياه وهاتف وغيرها من الخدمات ذكرها فيدال عام 1952 م، وقدر منازلها
68 منزلا وأكثر أما اليوم فلم تعد مستقلة عن غيرها، وعدد سكانها حوالي 730 نسمة
ومن أشهر العائلات في الصبايخ عائلة الجزيري والجويد والعبيد

## الشويكية
على لفظ التصغير، قرية تابعة لمجموعة قرى العمران بالأحساء، وتبعد عن الهفوف القاعدة 17 كيلا شرقا، عدد سكانها 120 نسمة، نشاطهم ينحصر في الزراعة. بها شبكة ماء وكهرباء حكومية، عدد منازلها 29 منزلاً، والطريق المؤدي إليها مزفلت، وطبيعة أرضها منبسطة. وقبل نصف قرن تقريبا ذكرها الباحث الأثري (فيدال)، وقذر منازلها بنحو 13 منزلاً.

## غمسي
بضم أوله. قرية تقع شرقي الهفوف، وتابعة لبلدة العمران بمنطقة الاحساء، وأهلها معظم مهنتهم الفلاحة. بقطنها حوالي 340 نسمة حسب إحصاء ما قبل 1390 م.
وفي مسح حديث علمت أنها تبعد عن مدينة الهفوف 17 كيلا، وسكانها 523 نسمة، وأغلب نشاطهم في الزراعة والتعليم والشركات الكبرى ووزارة الصحة. والخدمة التعليمية فيها متوفرة، وبها شبكة مياه وكهرباء. عدد المنازل فيها 73 منزلا، والطريق المؤدي إلى القرية مزفلت، وطبيعة أرضها منبسطة.
ذكرها فيدال عام 1952 م، وقدر منازلها بنحو 52 منزلا.

## الحوطة
بالحاء المهملة المضمومة، والحائط، هو: البستان.
قرية تابعة لإمارة الأحساء حسب ما جاء في ((دليل المسميات السكانية الرابع لسنة 1400 هـ)).
عدد سكانها نحو 1003 نسمة، حسب إحصاء عام 1380 هـ.
وفي مسح حديث علمت أنها تبعد عن القاعدة الهفوف بحوالي 17 كيلا، وسكانها تقريبا 2400 نسمة، ولهم نشاط اقتصادي منوع، وبها مدارس ابتدائية ومتوسطة وثانوية، وبها خدمات كهرباء وماء، والطريق المؤدي إليها مزفلت، وأرضها منبسطة. وبها حوالي 300 بيت، ومساحة أرض القرية 34 هكتاراً. تمتاز الحوطة عن غيرها من المدن بأنها القلب النابض لكل القرى من حولها، تتميز بوجود العديد من الجهات الحكومية الرسمية مثل المدارس والبريد السعودي والجمعية الخيرية الجديدة ونادي الحوطة الرياضي الذي ينظم سنوياً الدورة الرمضانية..الخ.

## السيايرة
من قرى الهفوف بواحة الأحساء، وتشرب من نهر محمد، وهذا الاسم يبدو لي أنه قريب من نهر السري «بتشديدي السين هكذا (السِّري)» الذي ذكر بأنه يتخلَّج هو والصفا من نهر ملحم.
وذكرها ((لوريمر))، وقدر منازلها بنحو 150 منزلاً. وذكرها ((فيدال))، وقدر منازلها بنحو 15 منزلاً، عام 1952 م.
وفي مسح حكومي حديث علمت أن القرية تبعد عن القاعدة الهفوف بنحو 17 كيلا، وسكانها 312 نسمة، ونشاطهم في الزراعة، وبها شبكة كهرباء، وتشرب من آبار ارتوازية، والطريق المؤدي إليها مزفلت، وطبيعة أرضها مستوية، وفيها 50 منزلاً، وتستفيد من مجمع العمران، ومساحة القرية 6 هكتاراً ت.

## السويدر
قرية من قرى منطقة الأحساء، تبعد عن الهفوف 17 كيلا، وترتبط بمجمع العمران، عدد سكانها حوالي 215 نسمة، معظم نشاطهم الاقتصادي في الزراعة، بها شبكة كهرباء، والطريق المؤدي إليها مزفلت، وطبيعة أرضها مستوية، وعدد بيوتها 33 بيتاً.
وهناك قرية النخيل وقد اندمجت مع العمران الشمالية، وكذلك الدويكية.